# Le Poët-en-Percip
Le Poët-en-Percip è un comune francese di 20 abitanti situato nel dipartimento della Drôme della regione dell'Alvernia-Rodano-Alpi.

## Società

### Evoluzione demografica
Abitanti censiti